# Ołtusz (gmina)
Ołtusz – dawna gmina wiejska istniejąca do 1939 roku w woj. poleskim (obecnie na Białorusi). Siedzibą gminy był Ołtusz (299 mieszk. w 1921 roku).
W okresie międzywojennym gmina Ołtusz należała do powiatu brzeskiego w woj. poleskim. Po wojnie obszar gminy Ołtusz wszedł w struktury administracyjne Związku Radzieckiego.